# Jenkins (Minnesota)
Jenkins é uma cidade localizada no estado americano de Minnesota, no Condado de Crow Wing.

## Demografia
Segundo o censo americano de 2000, a sua população era de 287 habitantes.
Em 2006, foi estimada uma população de 356, um aumento de 69 (24.0%).

## Geografia
De acordo com o United States Census Bureau tem uma área de
11,1 km², dos quais 11,0 km² cobertos por terra e 0,1 km² cobertos por água. Jenkins localiza-se a aproximadamente 385 m acima do nível do mar.

## Localidades na vizinhança
O diagrama seguinte representa as localidades num raio de 16 km ao redor de Jenkins.